# Aethes westratei
Aethes westratei es una especie de polilla del género Aethes, categorizada en la tribu Cochylini, de la subfamilia Tortricinae.

## Distribución
Se distribuye por Estados Unidos.

## Taxonomía
Fue descrita por Sabourin, Miller, Metzler & Vargo en 2002 y publicada en (Aethes), J. Lepid. Soc. 56: 227.